# Arrondissement de Romorantin-Lanthenay
L'arrondissement de Romorantin-Lanthenay est une division administrative française, située dans le département de Loir-et-Cher et la région Centre-Val de Loire.

## Composition

### Composition avant 2015
- Canton de Lamotte-Beuvron
- Canton de Mennetou-sur-Cher
- Canton de Neung-sur-Beuvron
- Canton de Romorantin-Lanthenay-Nord (et ancien canton de Romorantin)
- Canton de Romorantin-Lanthenay-Sud
- Canton de Saint-Aignan
- Canton de Salbris
- Canton de Selles-sur-Cher

### Découpage communal depuis 2015
Depuis 2015, le nombre de communes des arrondissements varie chaque année soit du fait du redécoupage cantonal de 2014 qui a conduit à l'ajustement de périmètres de certains arrondissements, soit à la suite de la création de communes nouvelles. Le nombre de communes de l'arrondissement de Romorantin-Lanthenay est ainsi de 63 en 2015, 63 en 2016, 77 en 2017 et 74 en 2020.
Au 1er janvier 2024, l'arrondissement groupe les 74 communes suivantes :
1. Angé
2. Billy
3. Chaon
4. La Chapelle-Montmartin
5. Châteauvieux
6. Châtillon-sur-Cher
7. Châtres-sur-Cher
8. Chaumont-sur-Tharonne
9. Chémery
10. Chissay-en-Touraine
11. Choussy
12. Le Controis-en-Sologne
13. Couddes
14. Couffy
15. Courmemin
16. Dhuizon
17. Faverolles-sur-Cher
18. La Ferté-Beauharnais
19. La Ferté-Imbault
20. Fresnes
21. Gièvres
22. Gy-en-Sologne
23. Lamotte-Beuvron
24. Langon-sur-Cher
25. Lassay-sur-Croisne
26. Loreux
27. Maray
28. Marcilly-en-Gault
29. Mareuil-sur-Cher
30. La Marolle-en-Sologne
31. Méhers
32. Mennetou-sur-Cher
33. Meusnes
34. Millançay
35. Monthou-sur-Cher
36. Montrichard Val de Cher
37. Montrieux-en-Sologne
38. Mur-de-Sologne
39. Neung-sur-Beuvron
40. Nouan-le-Fuzelier
41. Noyers-sur-Cher
42. Oisly
43. Orçay
44. Pierrefitte-sur-Sauldre
45. Pontlevoy
46. Pouillé
47. Pruniers-en-Sologne
48. Romorantin-Lanthenay
49. Rougeou
50. Saint-Aignan
51. Saint-Georges-sur-Cher
52. Saint-Julien-de-Chédon
53. Saint-Julien-sur-Cher
54. Saint-Loup
55. Saint-Romain-sur-Cher
56. Saint-Viâtre
57. Salbris
58. Sassay
59. Seigy
60. Selles-Saint-Denis
61. Selles-sur-Cher
62. Soings-en-Sologne
63. Souesmes
64. Souvigny-en-Sologne
65. Theillay
66. Thésée
67. Vallières-les-Grandes
68. Veilleins
69. Vernou-en-Sologne
70. Villefranche-sur-Cher
71. Villeherviers
72. Villeny
73. Vouzon
74. Yvoy-le-Marron

## Histoire
Le découpage administratif de l'arrondissement a été modifié, le 1er janvier 2007, par l'adjonction des communes du canton de Saint-Aignan, auparavant rattachées à l'arrondissement de Blois.
Au 1er janvier 2019, Courmemin passe de l'arrondissement de Blois à l'arrondissement de Romorantin-Lanthenay.

## Démographie
En 2022, l'arrondissement comptait 110 180 habitants.
| 1968   | 1975   | 1982   | 1990   | 1999   | 2006   | 2011   | 2016    | 2021    |
| ------ | ------ | ------ | ------ | ------ | ------ | ------ | ------- | ------- |
| 76 116 | 80 669 | 83 723 | 84 703 | 86 448 | 88 382 | 70 667 | 111 627 | 110 000 |

| 2022    | - | - | - | - | - | - | - | - |
| ------- | - | - | - | - | - | - | - | - |
| 110 180 | - | - | - | - | - | - | - | - |

## Sous-préfets
- Oscar de Poli (1838-1908) : sous-préfet de Romorantin le 15 mai 1871

[...]
- 2010-2012 : Jérôme Charvin